# Matteo Badilatti
Matteo Badilatti (ur. 30 lipca 1992 w Poschiavo) – szwajcarski kolarz szosowy.

## Osiągnięcia
Opracowano na podstawie:
2018
- 2. miejsce w Tour de Savoie Mont-Blanc

2019
- 3. miejsce w Tour du Rwanda

2020
- 3. miejsce w Sibiu Cycling Tour

2021
- 3. miejsce w Tour de l’Ain

2023
- 1. miejsce na 6. etapie Tour du Rwanda

## Rankingi
| Rok             | 2017  | 2018 | 2019 | 2020 | 2021 | 2022  | 2023 | 2024 |
| --------------- | ----- | ---- | ---- | ---- | ---- | ----- | ---- | ---- |
| World Ranking   | 1605. | 674. | 412. | 215. | 403. | 1066. | 463. | 716. |
| UCI Europe Tour | 1020. | 407. | 328. | 179. | 331. | 763.  | -    | -    |
|                 |       |      |      |      |      |       |      |      |
| Źródło: UCI     |       |      |      |      |      |       |      |      |